# Robbie Jarvis
Robert Stephen Jarvis (ur. 7 maja 1986) – brytyjski aktor. Znany jako odtwórca roli młodego Jamesa Pottera w filmie Harry Potter i Zakon Feniksa.

## Filmografia
- Genie in the House (2006) jako Billy
- Budząc zmarłych (Waking the Dead, 2007) jako Młody Chris Lennon
- Harry Potter i Zakon Feniksa (Harry Potter and the Order of the Phoenix, 2007) jako nastoletni James Potter[1]
- Trial & Retribution (2008) jako Mark
- The Space You Leave (2008) jako Rupert
- Coming Back (2009) jako Steve
- Koszmarna wyprawa (Banged Up Abroad, 2010) jako Billy Hayes
- Na salonach i w suterenie (Upstairs Downstairs, 2012) jako John F. Kennedy
- Full Firearms (2012)
- Jimi Hendrix: Tak tworzy się geniusz  (All Is by My Side, 2013) jako Andrew Loog Oldham
- EastEnders (2015) jako Porucznik Harry Fielding
- Na sygnale (Casualty, 2015) jako Nathan Flynn
- Harley and the Davidsons (2016) jako Ira Mason